# Mixobrycon
Mixobrycon is een monotypisch geslacht van straalvinnige vissen uit de familie van de karperzalmen (Characidae).

## Soort
- Mixobrycon ribeiroi (Eigenmann, 1907)